# 張蘊 (明朝)
張蘊（1514年—？），字一貞，應天府高淳縣人，軍籍，明朝政治人物。

## 生平
嘉靖二十八年（1549年）己酉科應天府鄉試第四十八名舉人。嘉靖二十九年（1550年）中式庚戌科會試第一百九十九名，二甲第三十名進士。授南京户部主事，升郎中，出为怀庆府知府。擢山西按察司副使、兵备雁门。

## 家族
曾祖張煜；祖父張塤；父張价，通判。母芮氏；繼母朱氏；陳氏。永感下。兄芹、薰、荩、道。弟萇。

## 延伸阅读
[在维基数据编辑]